# 16135 Ivarsson
16135 Ivarsson è un asteroide della fascia principale. Scoperto nel 1999, presenta un'orbita caratterizzata da un semiasse maggiore pari a 2,8020484 UA e da un'eccentricità di 0,1576900, inclinata di 3,30911° rispetto all'eclittica.